# Torii Kiyohiro

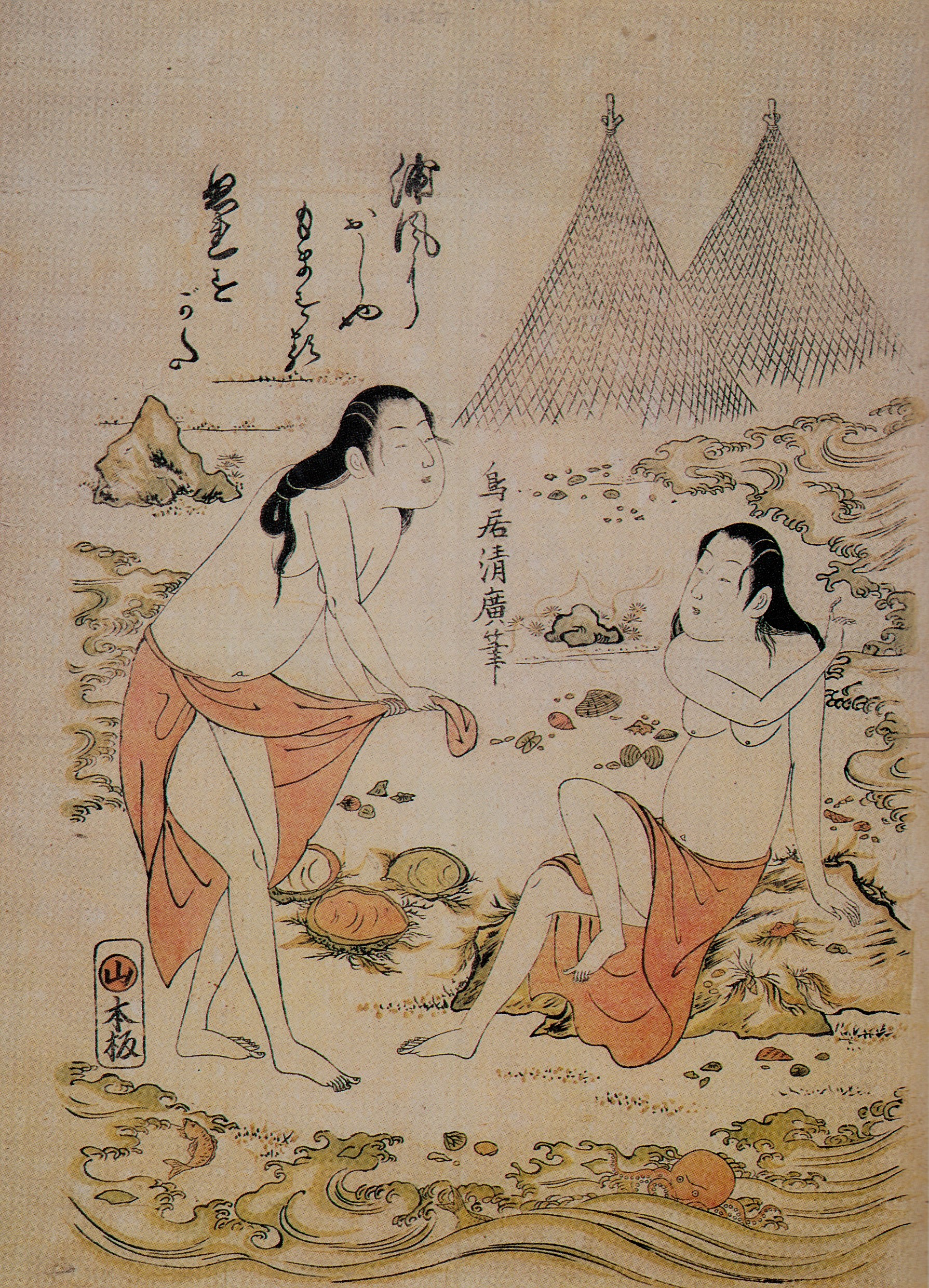
Taucherinnen beim Muschelfang

Torii  Kiyohiro  (japanisch 鳥居 清広, Rufname Shichinosuke (七之助); genaue Lebensdaten unbekannt) war ein japanischer Maler im Ukiyoe-Stil, aktiv zwischen circa 1737 bis 1776.

## Leben und Werk
Über das Leben von Kiyohiro ist fast nichts bekannt, außer dass er möglicherweise 1776 an Pocken starb. Als seine Lehrer werden unterschiedlich Kiyonobu II., Kiyomasu II. und Torii Kiyomitsu I. angegeben. Aber auch diese Künstler sind nur schwach biographisch erfasst. 
Kiyohiros frühstes bekanntes Arbeiten sind Illustrationen für ein Theater-bezogenes Büchlein aus dem Jahr 1737, aber die meisten seiner Arbeiten wurden zwischen den 1750er und 1760er Jahren publiziert. Sie machen vollen Gebrauch des gerade eingeführten Zweifarbendrucks (紅摺絵, Benizuri-e): zu Rot kann nun noch Grün dazu. Einige wenige seiner Drucke haben großes Format, die meisten sind aber als schmale Hosoban (細版; etwa 32 × 15 cm) ausgeführt, und zwar oft als Dreiblatt-Kombinationen. 
Kiyohiros Gestaltung der Drucke von Kabuki-Schauspielern, Genre-Szenen und jungen Mädchen (oft halbnackt), sind durch Fröhlichkeit und Frische charakterisiert, wobei er den Hintergrund oft  einfallsreich gestaltet.

## Bilder

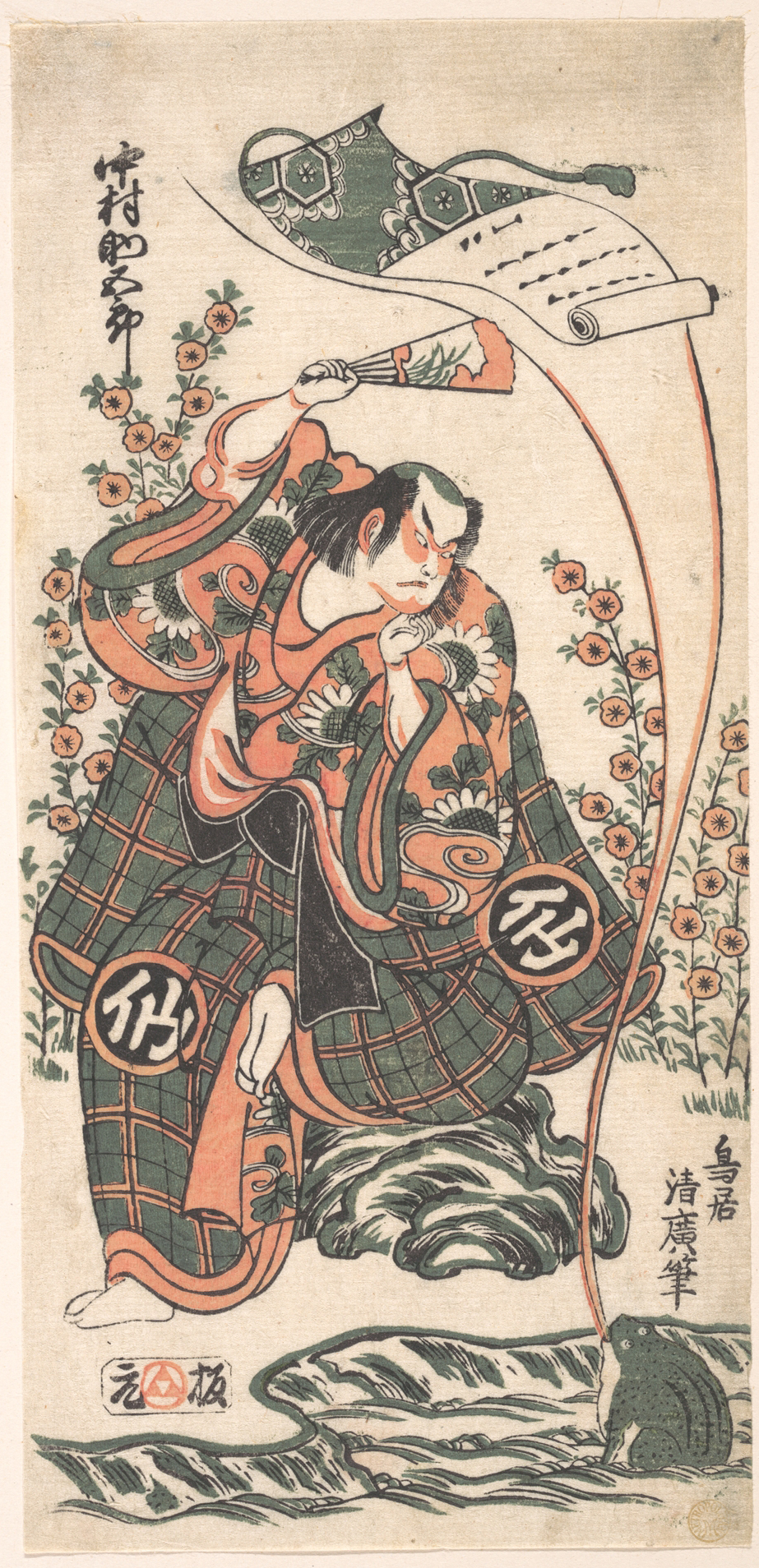
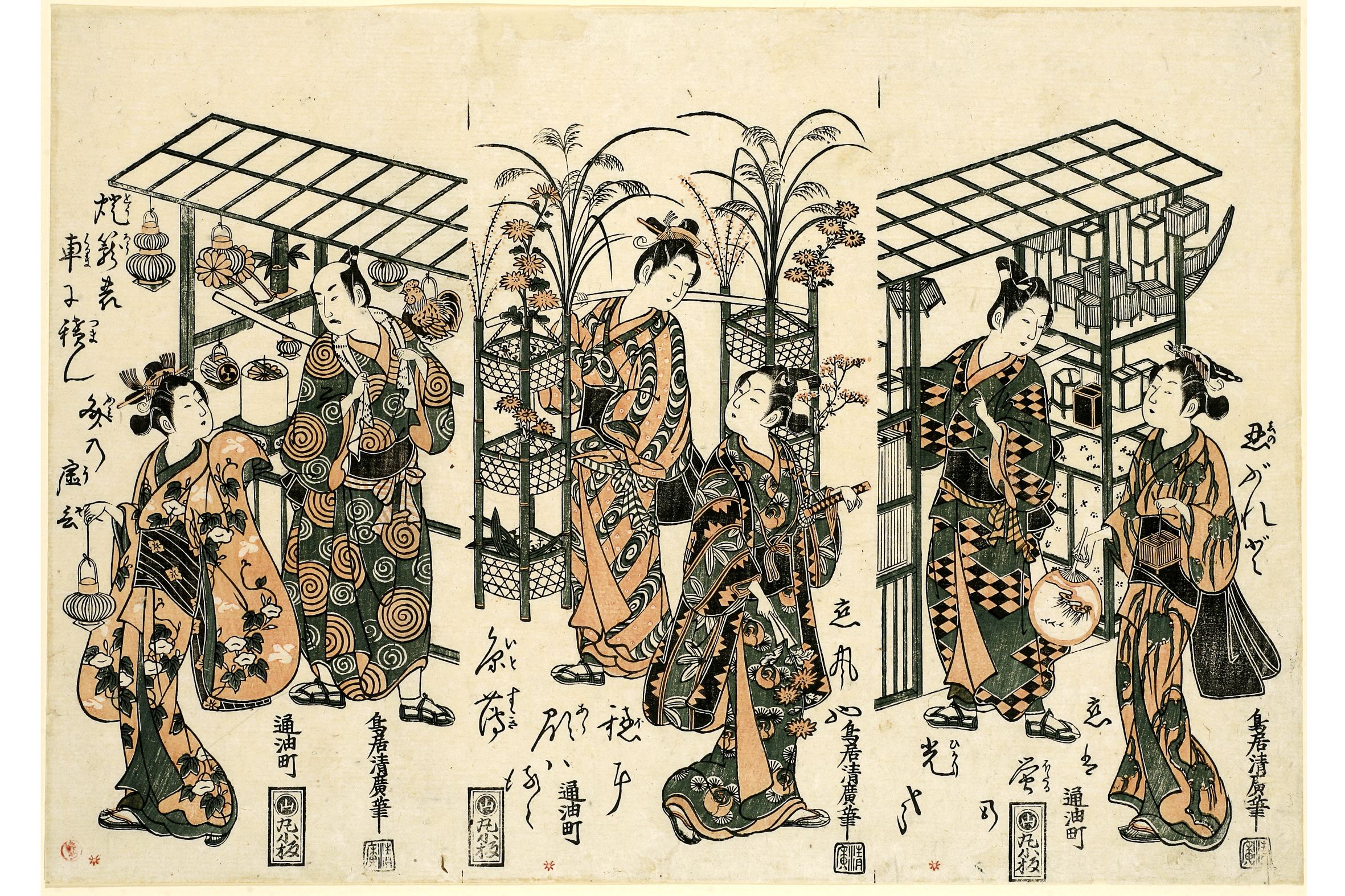
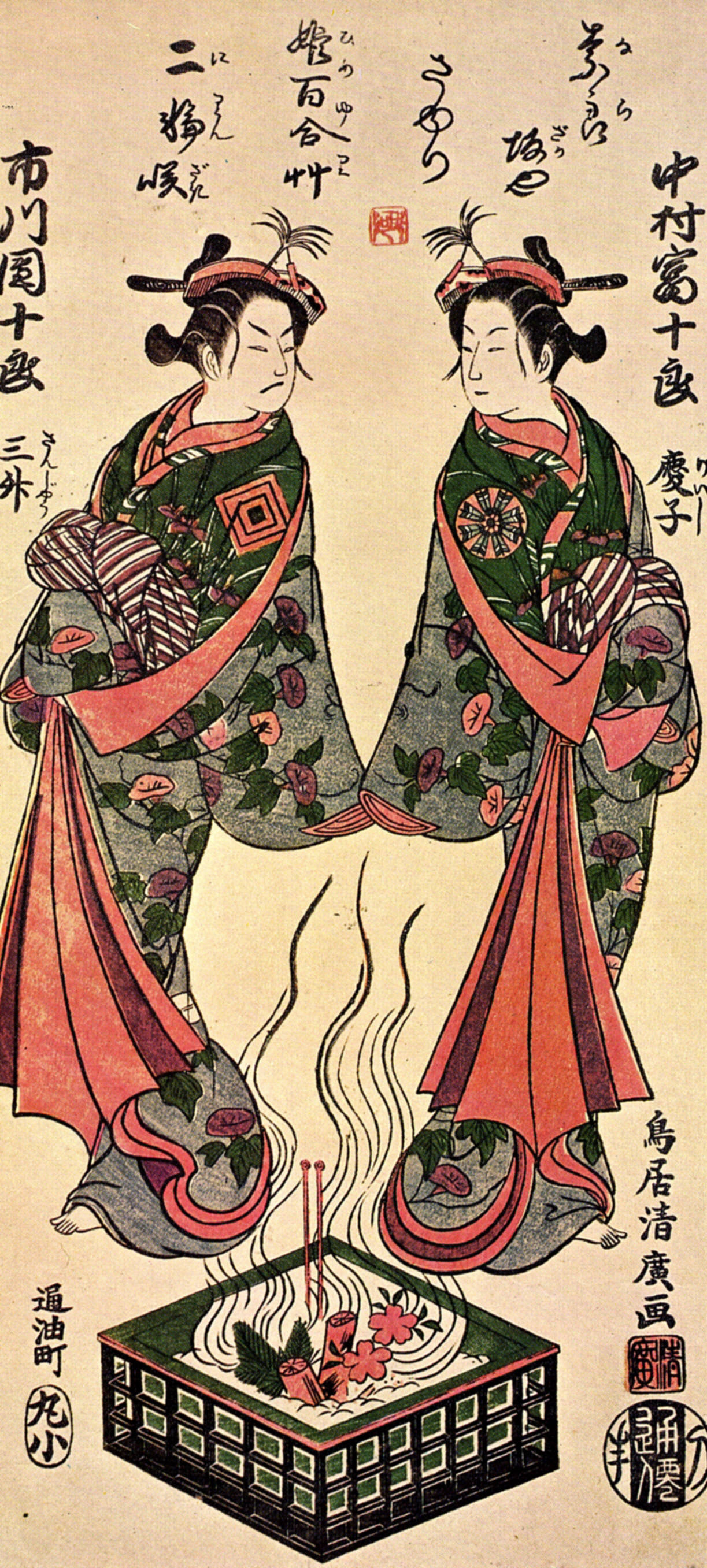
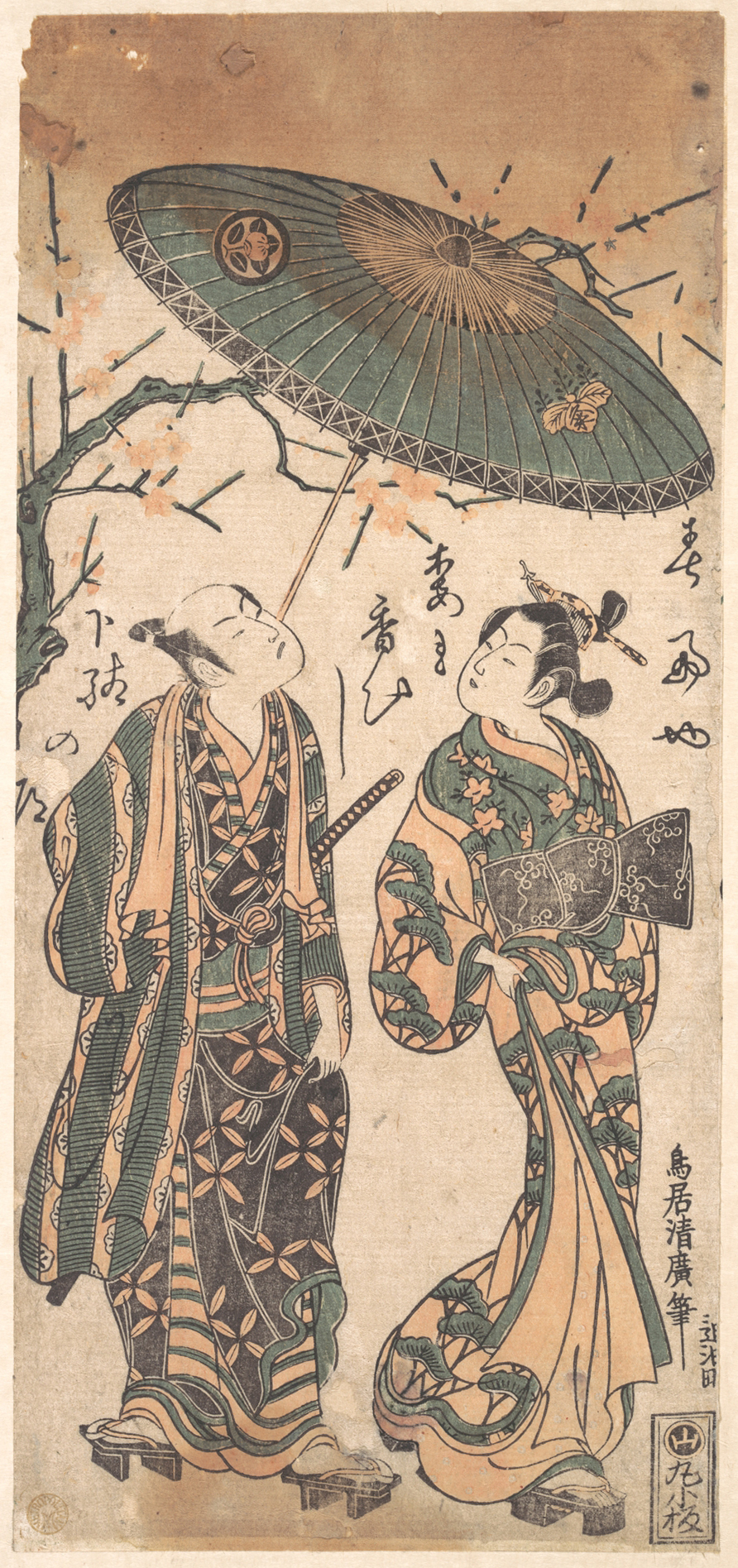
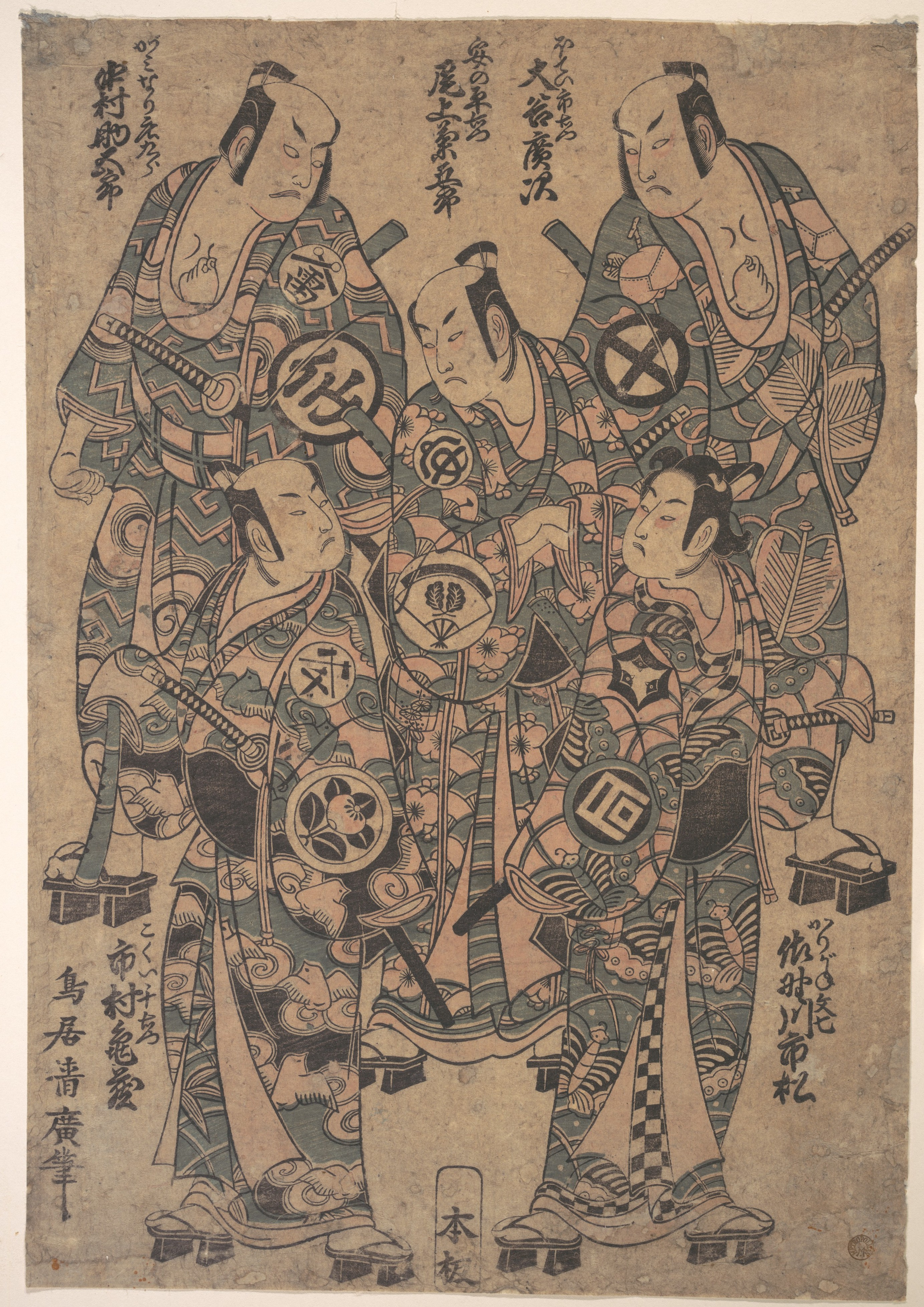
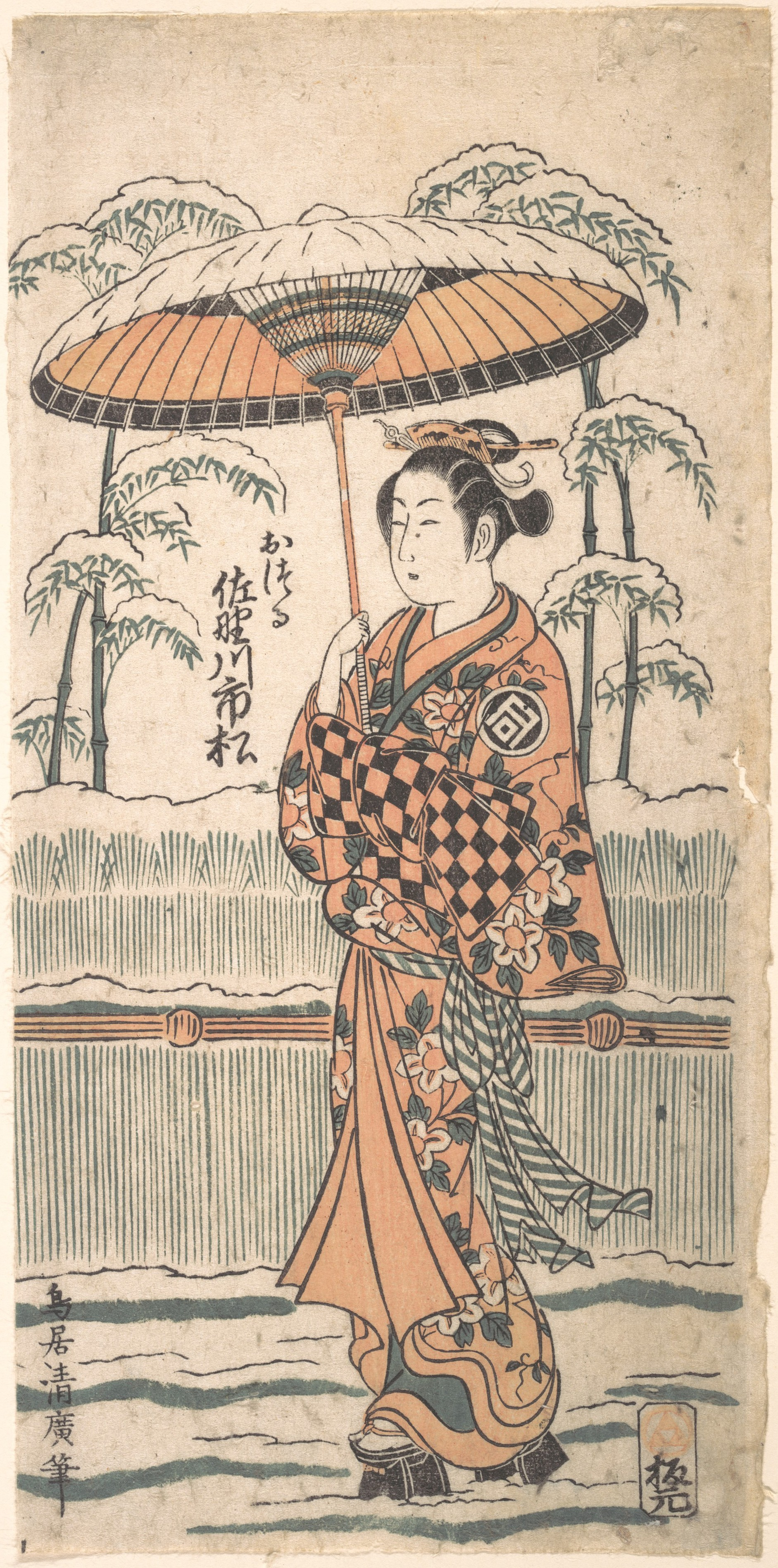